# Annitella transylvanica
Annitella transylvanica är en nattsländeart som beskrevs av Murgoci 1957. Annitella transylvanica ingår i släktet Annitella och familjen husmasknattsländor. Inga underarter finns listade i Catalogue of Life.